# Новое изобразительное искусство
Движение «Новое изобразительное искусство», ДНИИ (индон. Gerakan Seni Rupa Baru, в соответствии с традициями индонезийской общественной лексики, весьма употребительным стало аббревиатурное название GSRB, англ. New Art Movement) — объединение индонезийских художников-нонконформистов, существовавшее в 1975—79 годах, а также направление в индонезийском изобразительном искусстве, заданное творчеством этого объединения.
Для произведений ДНИИ — при существенном стилевом разнообразии авторов — характерно критическое отображение общественно-политических реалий режима Сухарто, процесса вестернизации Индонезии, сочетание националистических мотивов с нетрадиционными художественными формами и приемами, иногда — с элементами эпатажа. Они признавали форму таким же важным компонентом произведения, как и его идеологическое содержание.
Считается наиболее заметным проявлением андерграунда в культурной жизни Индонезии 1970-х годов, оказало большое влияние на последующее развитие национального искусства. Во второй половине 1980-х годов предпринимались попытки возрождения коллективной деятельности части представителей этого направления.

## История создания ДНИИ

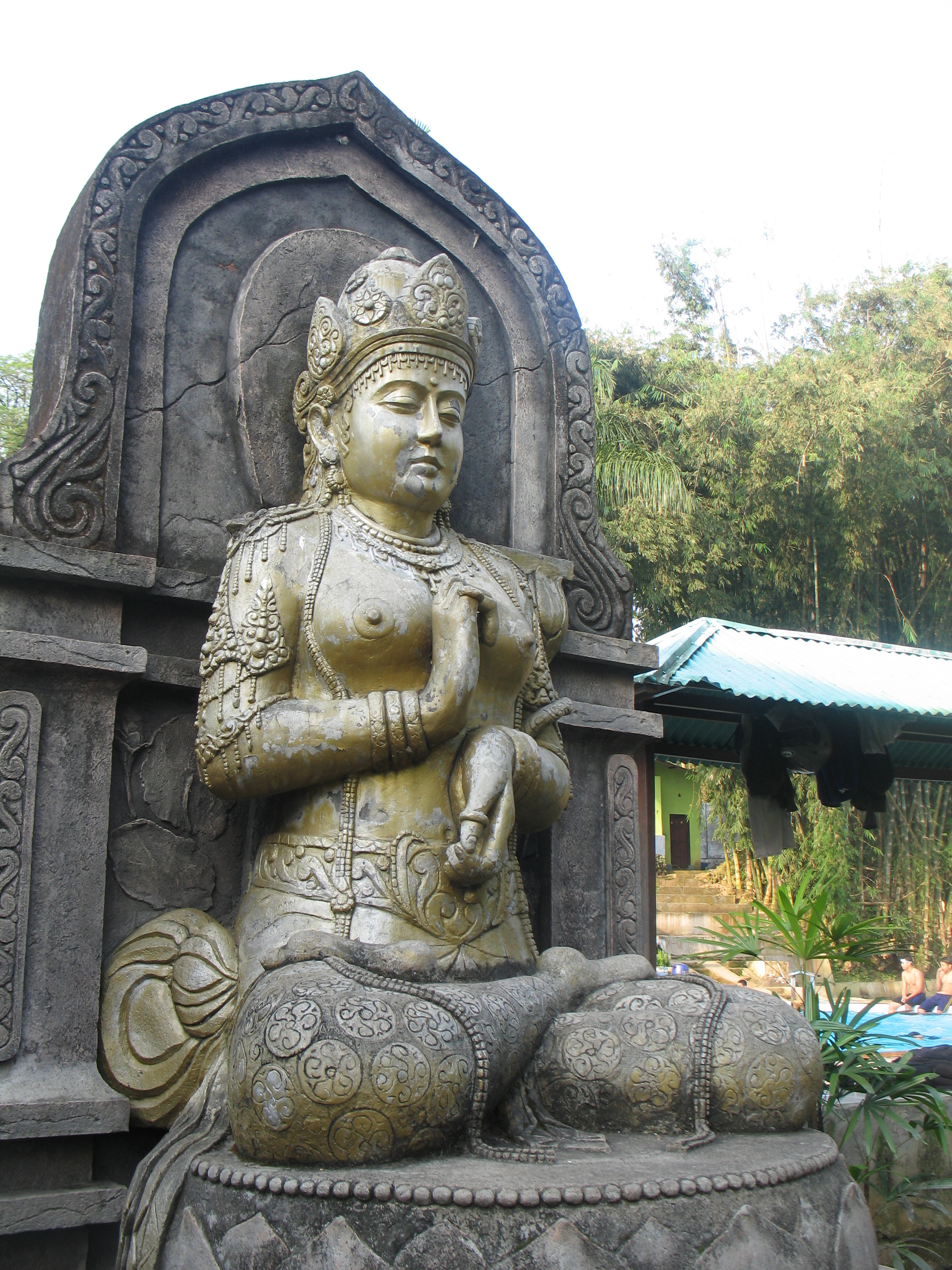
Классическое изображение матарамской правительницы Кен Дедес в облике бодисатвы, послужившее прообразом для картины Дж. Супангката

Предтечей Движения стало творческое объединение «Группа пяти молодых джокьякартских художников» (индон. Kelompok Lima Pelukis Muda Yogyakarta), сформированное в 1972 году в индонезийском городе Джокьякарта — многие из концептуальных идей и художественных приемов «Пятерки» были впоследствии развиты в рамках ДНИИ.
В начале 1975 года состоялось знакомство членов «Пятерки» с бандунгским художником Джимом Супангкатом, который выступил инициатором проведения совместной выставки. Коллективной экспозиции работ пятерых джокьякартцев, Дж. Супангката и четверых других молодых бандунгских живописцев, устроенной в Джакарте в августе 1975 года, было дано название «Выставка нового изобразительного искусства». Организаторы подчеркивали принципиальную новизну своего творчества, заявляя о «смерти» предшествовавших ему форм современного индонезийского искусства — в помещении выставки в джакартском культурном центре «Таман Исмаил Марзуки» (индон. Taman Ismail Marzuki) были развешаны траурные венки с соответствующими надписями.
Наибольшее внимание критиков среди экспонатов получили работы «Кен Дедес» Архивная копия от 8 апреля 2016 на Wayback Machine Дж. Супангката и «Расслабленная цепь» джокьякартца Харсоно (индон. Harsono). Первая, изображавшая легендарную правительницу средневекового яванского государства Маджапахит в расстегнутых приспущенных джинсах, подавалась как знак протеста против вестернизации Индонезии и засилья массовой культуры. Изображение обмотанных цепями матрасов на второй трактовалось как критика нарушения личных прав индонезийцев тоталитарным режимом Сухарто.
По итогам выставки, ставшей заметным событием культурной жизни Индонезии, её участники провозгласили создание нового художественного направления — Движения «Новое изобразительное искусство», приняв при этом уставный манифест, излагавший пять творческих принципов Движения. Концепция ДНИИ не предусматривала какой-либо строгой организации и наличия формального руководства. При этом его главными инициаторами, идейными вдохновителями и неформальными лидерами считались Дж. Супангкат и Харсоно.

## Принципы ДНИИ
1. Открытость и плюрализм
2. Неприятие элитизма, узкой специализации, примата личных чувств над социальными проблемами
3. Свобода воображения и борьба с диктатурой дидактики и менторства
4. Исследование истории современного индонезийского искусства
5. Активная вовлечённость в жизнь общества[4]

## Творческая деятельность ДНИИ
Объединившись в Движение и присягнув на верность его идеологическим принципам, молодые художники сохраняли достаточно разнообразные жанровые и стилевые подходы. Основным направлением оставалась живопись, однако некоторые авторы создавали графические и скульптурные работы, а также первые в Индонезии художественные инсталляции.
Общим для участников ДНИИ было негативное отображение общественно-политических реалий современной им Индонезии, в частности, тоталитарных методов военного режима, форсированной модернизации и вестернизации. В то же время им были совершенно чужды левые убеждения и принципы социалистического реализма, распространенные среди деятелей искусства в предшествовавший период — при президентстве Сукарно. Окружающая действительность критиковалась с гуманистических, эстетических и, часто, с патриотических позиций.
Примечательно, что апелляция к исконным национальным ценностям не мешала художникам использовать совершенно нетрадиционные для Индонезии методы и приемы, частично заимствованные из арсенала западного андерграунда. Иногда творчество отдельных представителей ДНИИ приобретало эпатажные формы, например, приколотые к холсту насекомые или изображения, воспринимавшиеся многими как порнографические.
Костяком Движения был десяток основных участников выставки 1975 года, живших и работавших в основном в городах Джокъякарта и Бандунг. В последующем о принадлежности к нему заявляли новые художники, а некоторые из первоначальных создателей со временем отошли от творческой деятельности.
Официальной критикой и многими индонезийскими художниками старшего поколения деятельность Движения оценивалась весьма скептически, его идейная чужеродность и политическая неблагонадежность отмечалась должностными лицами сферы искусства и культуры. При том, что никто из участников объединения не был подвергнут репрессиям, многие из них испытывали постоянное давление различных контролирующих инстанций, трудности с организацией выставок и зарубежных поездок.
В 1979 году произошел самороспуск Движения. Большая часть участвовавших в ДНИИ художников продолжала после этого творческую деятельность, однако активность многих снизилась, коллективные экспозиции и собрания единомышленников больше не проводились.

## Влияние на индонезийское искусство, попытки воссоздания
Несмотря на достаточно непродолжительное существование ДНИИ оказало огромное влияние на культурную жизнь страны и последующее развитие национального искусства — некоторые исследователи вообще склонны считать Движение началом современного индонезийского искусства как такового. Многие из его участников продолжали активную творческую деятельность, в различной степени перекликавшуюся с принципами Движения — в частности, Харсоно остаётся (на 2010 год) одним из наиболее плодовитых и популярных индонезийских художников. Немало мастеров младшего поколения восприняли идеи и художественные методы ДНИИ.
В 1980-е годы периодически возникали идеи в пользу воссоздания Движения. В июне 1987 года, накануне 12-й годовщины учреждения ДНИИ в Джакарте, в том же «Таман Исмаил Марзуки» состоялась выставка работ большей части участников выставки 1975 года под названием «Супермаркет мира фантазий» (индон. Pasaraya Dunia Fantasi), которая трактовалась многими критиками как возрождение Движения «Новое изобразительное искусство». Однако в дальнейшем масштабных коллективных мероприятий в формате, хотя бы отдаленно напоминающем ДНИИ, не проводилось.
Творческое наследие Движения до настоящего времени активно изучается индонезийскими и зарубежными искусствоведами, а также некоторыми из его непосредственных участников. Так, наиболее полным источником информации о ДНИИ по состоянию на 2010 год является сборник публикаций, вышедший в 1979 году под редакцией Дж. Супангката.

## Основные участники ДНИИ
- Джим Супангкат
- Хартоно
- Аньюл Суброто (индон. Anyool Subroto)
- Бахтиар Зайнул (индон. Bachtiar Zainoel)
- Панду Судево (индон. Pandu Sudewo)
- Наник Мирна (индон. Nanik Mirna)
- Мурьёто Хартоно (индон. Muryoto Hartoyo)
- Харсоно (индон. Harsono)
- Мунни Ардхи (индон. Munni Ardhie)
- Харди
- Ньоман Нуарта
- Рис Пурвана (индон. Ris Purwana)
- Сити Адияти (индон. Siti Adiyati)[5]